# WGP Kickboxing

Fundado em julho de 2011, o WGP Kickboxing é o principal circuito profissional de kickboxing da América Latina que promove uma série de eventos da modalidade no continente. Com sede em São Paulo, a organização foi fundada por Paulinho Zorello, filho do ex-campeão mundial peso pesado, Paulo Zorello.
O evento já realizou 62 edições ao redor de diversas cidades da América Latina, com bandeiras fincadas em países como Brasil, Argentina e Chile. A organização é regulamentada de acordo com as diretrizes da WAKO PRO, maior organização unificada da modalidade no mundo. 

## História
Pioneiro do kickboxing no Brasil, Paulo Zorello é o atual presidente da Confederação Brasileira de Kickboxing (CBKB), da Confederação Pan-americana (WAKO PANAM) e vice-presidente mundial da World Association of Kickboxing Organizations (WAKO IF). Em 2011, junto de seu filho, Paulinho Zorello, que integrava a área de marketing e comunicação da CBKB, viu a necessidade de dar mais oportunidades profissionais aos atletas da modalidade que se destacavam no circuito amador da entidade, para que os atletas tivessem a possibilidade de ter uma carreira como lutador profissional de kickboxing, sem deixar o esporte de lado por conta de outras profissões.
O intuito foi de reunir os melhores kickboxers latino-americanos em um circuito regular de competições dando a chance para eles competirem em alto nível, em um formato justo e com oportunidade para todos.
Aproveitando o momento oportuno em que os atletas de diversas modalidades seguiam um fluxo migratório natural para o MMA, após o chamado “boom” das artes marciais mistas, foi criado o WGP. O evento foi criado inicialmente optando pelo “K-1 Rules”, uma das três modalidades de ringue do Kickboxing, cujas regras privilegiam a dinâmica e fluidez, com a eficiência máxima dos combates com socos, chutes, joelhadas, tendo o trabalho de clinch (agarramento) limitado.
As primeiras três edições foram realizadas no oeste paulista, onde já aconteciam competições menores ligadas à Confederação. O sucesso de público e de repercussão foi imediato e o evento começou a ganhar força ao sair pela primeira vez de São Paulo, para sua quarta edição, no Espírito Santo, em evento que colocou títulos brasileiros e pan-americano em jogo e reuniu grandes nomes na época. A edição seguinte, também foi mais uma marca na organização. Pela primeira vez na capital paulista, no ginásio do Ibirapuera, o WGP 5 foi responsável por colocar o show de fato no cenário de principal evento da modalidade no país.
Com o passar dos anos, o WGP Kickboxing continuou seu crescimento, incluindo cada vez mais cidades novas em seu calendário anual e diversos novos atletas formados ao longo dos anos.
Entre 2014 e 2016, capitais tradicionais como Rio de Janeiro, Salvador, Curitiba e Fortaleza, além de outras cidades importantes como Sorocaba, Maringá, Guarapuava e Piracicaba passaram a receber edições que consolidaram de fato o WGP como maior evento de luta em pé do Brasil e da América Latina. Além dos atletas latino americanos, o WGP também contou com a participação de kickboxers russos, holandeses, marroquinos, canadenses e norte-americanos, o que auxiliou no desenvolvimento dos atletas do continente e na expansão internacional da organização.
Em dezembro de 2017, respaldado pela repercussão positiva e força da marca WGP em outros países do continente, a organização deu um importante passo em sua história e realizou sua primeira edição em Buenos Aires, Argentina, a primeira fora do território brasileiro. Desde então, já realizou mais 3 eventos no país, além de uma edição em Santiago, Chile, consolidando o circuito na América Latina.

## Parcerias
Visando o crescimento da organização, o WGP realizou parcerias importantes que ajudaram a alavancar o evento, como a edição conjunta realizada com o It´s Showtime, extinto evento holandês que por muito anos foi considerado o maior da modalidade ao redor do mundo. Na edição de número 8, realizada em agosto de 2012, o WGP chegou até Maringá, no Paraná, para um show que premiaria dois atletas com a vaga na edição brasileira do It´s Showtime, marcada para cerca de três meses depois, em São Paulo.
Outra parceria importante foi com o K-1, tradicional evento da modalidade no mundo e considerado por muitos como o que reuniu mais atletas de alto nível no esporte. A edição que ocorreu em Vila Velha, Espírito Santo, em junho de 2013 entrou para a história da organização e marcou o acordo que levaria o campeão do WGP para a disputa do K-1 World Grand Prix, que aconteceria no segundo semestre.

## Transmissão Televisiva
Desde o início da organização, o canal Bandsports, emissora integrante do grupo Bandeirantes, transmite ao vivo todas as edições do evento até os dias atuais na rede Globosat (TV paga).
Entre 2012 e 2016, as edições da organização também foram transmitidas ao vivo pelo canal Esporte Interativo em TV aberta, para todo o norte-nordeste do Brasil.
Em 2016, o WGP fechou outro acordo importante, desta vez com o Canal Combate/Sportv para transmitir ao vivo seus eventos na TV paga.
No começo de 2017, um novo marco na história do evento. Após acordo com a Fox Sports Latino América, o WGP passou a ser transmitido ao vivo para todos os países da América Latina, contabilizando 23 países.

## Regras
O WGP Kickboxing segue as regras e regulamentações da WAKO PRO, principal organização unificada da modalidade no mundo e estão disponíveis no site da WAKO PRO.

Resumo de Regras
Rounds x Minutos
- Lutas Casadas: 3 rounds de 3 minutos, com 1 minuto de intervalo entre os rounds
- Disputas de Título: 5 rounds de 3 minutos, com 1 minuto de intervalo entre os rounds

Partes do corpo que podem ou não ser atingidos
Os golpes podem ser aplicados em:
- Cabeça: frontal e lateral
- Torso: frontal e lateral
- Perna: qualquer parte, sempre utilizando a canela ou pé para golpear.
- Pé: apenas técnica “sweeping” (rasteira)
- É proibido golpear:
  - garganta;
  - parte inferior do abdômen;
  - região dos rins;
  - costas;
  - nuca;
  - pescoço.

Técnicas permitidas
- Socos: todo o repertório do Boxe, incluindo socos giratório aplicados com a costas da mão Ex: spinning back fist);
- Chutes (todo repertório das artes marciais exceto o chute cambalhota “thunder kick”, que além de proibido constitui falta)
- Joelhadas: para atacar pernas, corpo ou cabeça do oponente (observar CLINCH)

NÃO É PERMITIDO COTOVELADA.

Clinch
O Clinch é permitido somente se os lutadores se mantiverem ativos durante o mesmo. De qualquer forma, o clinch não pode durar mais de 5 segundos. Durante o clinch só é permitido aplicar apenas uma técnica, seja joelhada ou soco.

Contagem
Assim como no boxe, se aberta a contagem, o atleta deve demonstrar condições de luta até o número 8, caso contrário, a luta é encerrada.

Knockdowns
- 3 knockdowns em um round ou 4 knockdowns somados em todos os rounds encerram a luta.
- O atleta que sofrer o knockdown perde um ponto na contagem do round (10 x 09), caso o atleta que aplicou o knockdown vença o round 10 x 8, - sem empatar 10 x 9 e se caso perca 9 x 9), porém essa pontuação não é fixa, podendo o mesmo recuperar seus pontos de acordo com seu rendimento no restante do round.

Critérios de desempate
Ao final do último round (3º round em lutas normais / 5º round em disputas de cinturão), se a luta permanecer empatada, os árbitros devem considerar os seguintes critérios de desempate (por ordem de importância):
- 1º Critério: Vence o atleta que venceu o último round;
- 2º Critério: Caso permaneça empatado, vence o atleta que buscou mais a luta.
- 3º Critério: Caso permaneça empatado, vence o atleta cuja performance foi mais técnica.

Penalidades
O atleta pode ser penalizado com a retirada de 1 (um) ponto, nos seguintes casos:
- clinch intencional (sem a intenção de atacar "joelhadas", mas, simplesmente com a intenção de amarrar a luta);
- dar as costas ao oponente;
- fugir da luta;
- agarrar (holding);
- arremessar o adversário no chão;
- cair intencionalmente para fugir de uma ação válida do adversário;
- agarrar nas cordas para golpear (socos e chutes);
- usar a elasticidade das cordas para golpear.

Advertências
O juiz pode chamar a atenção dos atletas durante a luta, sem aplicar uma advertência oficial. De acordo com a gravidade e recorrência da penalidade, o árbitro central pode dar a 1ª Advertência Oficial, informando os árbitros
laterais, porém sem redução de pontos.A partir da 1ª Advertência Oficial, caso o atleta comete novamente a penalidade, as próximas advertências já retiram um ponto do infrator.

## Sistema de Disputa
A maioria das lutas do WGP Kickboxing são realizadas na modalidade K1 Rules, excetuando-se ocasiões especiais em que são disputados títulos brasileiros da Confederação Brasileira de Kickboxing (CBKB) ou pan-americanos da WAKO em
outras modalidades, tais quais Low Kicks ou Full Contact.
Além de geralmente promover pelo menos uma disputa de cinturão por edição como atração principal (main event), o WGP também desenvolve, desde as primeiras edições, o Grand Prix (GP) que é um torneio com quatro ou oito atletas que fazem todas as lutas na mesma noite, sendo duas disputas (semifinal e final) no caso de quatro atletas e três disputas (quartas de final, semifinal e final) no caso de oito atletas.
A partir da edição 25, o sistema de GP de quatro atletas foi adotado pela organização para definir os próximos desafiantes dos atuais campeões de cada categoria. Esse torneio passa a ser chamado de “Challenger GP”, sendo disputado entre 4 atletas e seu vencedor conquista o direito de desafiar o campeão da categoria em um outro evento a ser definido. No WGP #49, por conta da quantidade de atletas de bom nível na categoria, foi disputado um Challenger GP com oito participantes em que os atletas se enfrentaram em chaveamento de quartas de finais, semifinais e final.
Os demais desafios da programação principal, casados individualmente, são chamados de Special Fights e Super Fights que creditam pontos no ranking para os atletas participantes. O card de cada edição do WGP é separado em três partes: Undercard, Super Fights e Main Card.
O Undercard (preliminares) conta com lutas casadas geralmente para promover e dar experiência para novos talentos. As Super Fights também são lutas casadas e contam com a participação de atletas mais experientes e que buscam colocação entre os melhores de sua categoria na organização. Já o Main Card, as lutas casadas são chamadas de Special Fights e contam com atletas mais experientes, de maior renome e mais bem colocados no ranking da organização. É no Main Card também que são realizados os Challenger GPs e as disputas de cinturão da organização.

## Divisões de Peso
O WGP possui 11 categorias oficiais de peso, sendo 4 divisões femininas e 7 divisões masculinas.
| Divisão                     | Limite de Peso           | Atual Campeã(o)    | Edição da Conquista                                |
| --------------------------- | ------------------------ | ------------------ | -------------------------------------------------- |
| Peso Mosca Feminino         | até 52kg (114lbs)        | A Definir          | -                                                  |
| Peso Pena Feminino          | até 56kg (123lbs)        | Brena Cardozo      | WGP 45: Felipe Micheletti vs Ivan Galaz            |
| Peso Leve Feminino          | até 60kg (132lbs)        | Julie Werner       | WGP 52: Final Tour                                 |
| Peso Super-Médio Feminino   | acima de 70kg (154lbs)   | Val Stanski        | WGP 39: Barbara Nepomuceno vs Val Stanski          |
| Peso Leve Masculino         | até 60kg (132lbs)        | A Definir          | -                                                  |
| Peso Super-Leve Masculino   | até 64,5kg (142lbs)      | A Definir          | -                                                  |
| Peso Meio-Médio Masculino   | até 71,8kg (158lbs)      | Petros “Cabelinho” | WGP 67: Petros “Cabelinho” vs Ravy Brunow          |
| Peso Super-Médio Masculino  | até 78,1kg (172lbs)      | Jonas 'Salsicha'   | WGP 53: Bruno Gazani vs Petros Cabelinho           |
| Peso Cruzador Masculino     | até 85,1kg (187lbs)      | en:Cesar Almeida   | WGP 50                                             |
| Peso Pesado Masculino       | até 94,1kg (207lbs)      | Felipe Micheletti  | WGP 31: Felipe Micheletti vs Carlos 'Cliford' Meza |
| Peso Super-Pesado Masculino | acima de 94,1kg (207lbs) | Guto Inocente      | WGP 29: Guto Inocente vs Lucas Alsina              |

## Eventos
| #  | Evento                                             | Data                    | Local                                    |
| -- | -------------------------------------------------- | ----------------------- | ---------------------------------------- |
| 62 | WGP 62: Facu Suarez vs Diego Piovesan              | 21 de Dezembro de 2019  | Vicente López/Buenos Aires Argentina     |
| 61 | WGP 61: Paulo Tebar vs Tomas 'Chacal' Aguirre      | 8 de Dezembro de 2019   | Fortaleza/CE Brasil                      |
| 60 | WGP 60: Jonas 'Salsicha' vs Ravy Brunow            | 23 de Novembro de 2019  | Balneário Camboriu/SC Brasil             |
| 59 | WGP 59: Guto Inocente vs Haime Morais              | 9 de Novembro de 2019   | Brasília/DF Brasil                       |
| 58 | WGP 58: Krespita Rodríguez vs Martina Bernile      | Edição cancelada        | Santiago Chile                           |
| 57 | WGP 57: Light Middleweight Challenger GP           | 13 de Setembro de 2019  | Curitiba/PR Brasil                       |
| 56 | WGP 56: Bruno Gazani vs Damian Segovia             | 02 de Agosto de 2019    | General Rodríguez/Buenos Aires Argentina |
| 55 | WGP 55: Guto Inocente vs Francesco Xhaja           | 15 de Junho de 2019     | Brasília/DF Brasil                       |
| 54 | WGP 54: Cesar Almeida vs Ivan Galaz                | 24 de Maio de 2019      | Santiago Chile                           |
| 53 | WGP 53: Bruno Gazani vs Petros Cabelinho           | 06 de Abril de 2019     | São Bernardo do Campo/SP Brasil          |
| 52 | WGP 52: Final Tour                                 | 16 de Dezembro de 2018  | Joinville/SC Brasil                      |
| 51 | WGP 51: Val Stanski vs Barbara Nepomuceno II       | 24 de Novembro de 2018  | Brasília/DF Brasil                       |
| 50 | WGP 50                                             | 27 de Outubro de 2018   | São Bernardo do Campo/SP Brasil          |
| 49 | WGP 49: Super 8 Challenger GP                      | 28 de Setembro de 2018  | Curitiba/PR Brasil                       |
| 48 | WGP 48: Paulo Tebar vs Nikolas Vega                | 24 de Agosto de 2018    | Buenos Aires Argentina                   |
| 47 | WGP 47 - Ariel Machado vs Haime Morais             | 27 de Julho de 2018     | Curitiba/PR Brasil                       |
| 46 | WGP 46: Diego 'Gaúcho' vs Rodolfo 'Cavalo' II      | 18 de Maio de 2018      | São Paulo/SP Brasil                      |
| 45 | WGP 45: Felipe Micheletti vs Ivan Galaz            | 05 de Maio de 2018      | Sorocaba/SP Brasil                       |
| 44 | WGP 44: Bruno Gazani vs Marcelo Dionísio           | 23 de Fevereiro de 2018 | São Bernardo do Campo/SP Brasil          |
| 43 | WGP 43: Final Tour 2017                            | 15 de Dezembro de 2017  | Buenos Aires Argentina                   |
| 42 | WGP 42: Diego 'Gaúcho' vs Rodolfo 'Cavalo'         | 12 de Novembro de 2017  | Bragança Paulista/SP Brasil              |
| 41 | WGP 41: Paulo Tebar vs Jordan 'Kranio'             | 21 de Outubro de 2017   | São Paulo/SP Brasil                      |
| 40 | WGP 40: Alex Pereira vs Maycon Silva               | 16 de Setembro de 2017  | Guarapuava/PR Brasil                     |
| 39 | WGP 39: Barbara Nepomuceno vs Val Stanski          | 22 de Julho de 2017     | Vitória/ES Brasil                        |
| 38 | WGP 38: Curitiba                                   | 01 de Julho de 2017     | Curitiba/PR Brasil                       |
| 37 | WGP 37: Felipe Micheletti vs Haime Morais II       | 20 de Maio de 2017      | Sorocaba/SP Brasil                       |
| 36 | WGP 36: Ravy Brunow vs Marcelo Dionísio            | 07 de Abril de 2017     | São Paulo/SP Brasil                      |
| 35 | WGP 35: Final Tour                                 | 02 de Dezembro de 2016  | Fortaleza/CE Brasil                      |
| 34 | WGP 34 / EFN 9 / Abu Dhabi Warriors                | 01 de Novembro de 2016  | São Paulo/SP Brasil                      |
| 33 | WGP 33: Challenger GP dos Meio-Médios              | 10 de Setembro de 2016  | Guarapuava/PR Brasil                     |
| 32 | WGP 32: Ravy Brunow vs Bruno Gazani II             | 16 de Julho de 2016     | Salvador/BA Brasil                       |
| 31 | WGP 31: Felipe Micheletti vs Carlos 'Cliford' Meza | 02 de Julho de 2016     | Piracicaba/SP Brasil                     |
| 30 | WGP 3.0: Special Edition                           | 07 de Maio de 2016      | São Bernardo do Campo/SP Brasil          |
| 29 | WGP 29: Guto Inocente vs Lucas Alsina              | 09 de Abril de 2016     | Maringá/PR Brasil                        |
| 28 | WGP 28: FINAL TOUR III                             | 19 de Dezembro de 2015  | São Paulo/SP Brasil                      |
| 27 | WGP 27: Thiago Michel vs Fernando Nonato           | 21 de Novembro de 2015  | Rio de Janeiro/RJ Brasil                 |
| 26 | WGP 26: Felipe Micheletti vs Guto Inocente         | 05 de Setembro de 2015  | Guarapuava/PR Brasil                     |
| 25 | WGP 25: Cesar Almeida vs Alex Pereira III          | 25 de Julho de 2015     | São Paulo/SP Brasil                      |
| 24 | WGP 24: Final Tour                                 | 20 de Dezembro de 2014  | São Paulo/SP Brasil                      |
| 23 | WGP 23                                             | 29 de Novembro de 2014  | São Paulo/SP Brasil                      |
| 22 | WGP 22: Super Final do Ranking Brasileiro II       | 27 de Setembro de 2014  | São Paulo/SP Brasil                      |
| 21 | WGP 21: GP dos Super-Médios                        | 26 de Julho de 2014     | São Paulo/SP Brasil                      |
| 20 | WGP 20: Desafio Brasil vs Rússia                   | 17 de Maio de 2014      | São Paulo/SP Brasil                      |
| 19 | WGP Super 4                                        | 26 de Abril de 2014     | São Paulo/SP Brasil                      |
| 18 | WGP apresenta Taça Internacional Paulo Zorello     | 15 de Fevereiro de 2014 | São Paulo/SP Brasil                      |
| 17 | WGP Final Tour                                     | 21 de Dezembro de 2013  | São Paulo/SP Brasil                      |
| 16 | WGP 16: Super Final do Ranking Brasileiro          | 09 de Novembro de 2013  | São Paulo/SP Brasil                      |
| 15 | WGP 15: Desafio Panamericano Brasil vs Argentina   | 24 de Agosto de 2013    | São Paulo/SP Brasil                      |
| 14 | WGP 14                                             | 27 de Julho de 2013     | São Paulo/SP Brasil                      |
| 13 | WGP 13: Seletiva K-1 World Max                     | 22 de Junho de 2013     | Vila Velha/ES Brasil                     |
| 12 | WGP apresenta Super Kombat New Heroes              | 23 de Março de 2013     | São Caetano do Sul/SP Brasil             |
| 11 | WGP 11                                             | 15 de Setembro de 2012  | São Paulo/SP Brasil                      |
| 10 | WGP apresenta Seletiva It's Showtime II            | 25 de Agosto de 2012    | Maringá/PR Brasil                        |
| 9  | WGP 9                                              | 07 de Julho de 2012     | São Paulo/SP Brasil                      |
| 8  | WGP 8                                              | 19 de Maio de 2012      | Ourinhos/SP Brasil                       |
| 7  | WGP 7: Disputa de Título Mundial WAKO PRO          | 14 de Abril de 2012     | Pirajú/SP Brasil                         |
| 6  | WGP 6                                              | 07 de Abril de 2012     | Itanhaém/SP Brasil                       |
| 5  | WGP 5                                              | 25 de Março de 2012     | Vitória/ES Brasil                        |
| 4  | WGP apresenta Seletiva It's Showtime               | 17 de Dezembro de 2011  | São Paulo/SP Brasil                      |
| 3  | WGP 3                                              | 19 de Novembro de 2011  | Avaré/SP Brasil                          |
| 2  | WGP 2                                              | 22 de Outubro de 2011   | Pirajú/SP Brasil                         |
| 1  | WGP 1                                              | 13 de Agosto de 2011    | Ourinhos/SP Brasil                       |

## Lutadores Notáveis
- en:Alex Pereira (kickboxer)
- en:Ariel Machado
- en:Bruno Gazani
- en:Cesar Almeida
- Cesar Goku Arzamendia
- es:Emiliano Sordi
- Felipe Micheletti
- Guto Inocente
- Ignacio Capllonch
- Ivan Galaz
- Jhonata Diniz
- Nicolas Ryske
- Tiago Fideles
- Paulo Tebar
- Petros Cabelinho
- Ravy Brunow
- Rony Jason
- Tadeu San Martino
- Vitor Miranda
- en:Vladimir Mineev